# 全国和菓子甲子園
全国和菓子甲子園（ぜんこくわがしこうしえん）とは、全国菓子工業組合連合会青年部が主催する高校生を対象とした和菓子のコンクール。海外からも高く評価される日本文化の象徴である和菓子の魅力を、国内にも広く発信することを目的としている。

## 概要
高校生が和菓子作りを競う日本で唯一の大会。2人1組を1つのチームとし、同一チームが複数の作品を応募することも可能で、また同一校から複数のチームが応募することも可能。
2010年（平成22年）、大阪府生菓子協同組合の青年部である大阪市生菓子青年クラブ50周年事業として、大阪市生菓子青年クラブ主催で「和菓子甲子園2010」が開催されたのが第1回である。「高校」「短大・大学」「専門学校」の3部門で大阪府内の学校を中心に応募を募り、書類選考の上で決勝大会が大阪府大阪市阿倍野区の辻製菓専門学校にて開催された。2011年（平成23年）の第2回「和菓子甲子園2011」は「高校・大学」「専門学校」の2部門となり、2012年（平成24年）の第3回以降は高校生だけの大会となっている。
当初から「甲子園」と銘打っていたが規模は小さく、また会員の会費で運営される大阪市生菓子青年クラブの予算だけでは大会の規模拡大どころか継続すら難しい実情にあった。そのため、2014年（平成26年）の第5回からクラウドファンディングを活用して募集範囲を全国へと広げ、名前を「全国和菓子甲子園」と改めた。2018年（平成30年）の第9回からは主催が全国菓子工業組合連合会青年部に移り、全国を6つのブロックに分けて予選会を行い、予選通過ペア（第9回は各3組、第10回以降は各2組）による決勝大会が辻製菓専門学校で行われる形式に変更された。
2020年（令和2年）の第11回は新型コロナウイルス感染症による情勢を踏まえて日程・募集要項が見直され、決勝大会は作品の郵送・創作工程の写真及び動画をもって審査する方式がとられた。2021年（令和3年）の第12回も開催方法の大幅な変更が検討され、決勝大会は愛知県名古屋市に設けられた審査会場と各出場校をZoomを利用してオンラインで繋ぐ形式で行われ、リアルタイムで行われる創作工程と、事前に郵送された作品をもって審査が行われた。2022年（令和4年）の第13回は通常開催された。

## 結果

### 入選校
| 開催回・年月日       | テーマ                       | 金賞                   | 金賞                           | 応募数 | 出典         |
| -------------------- | ---------------------------- | ---------------------- | ------------------------------ | ------ | ------------ |
| 第1回・2010年        | うさぎ                       | 高校                   | 東住吉高等学校（大阪府）       | 約40   | [ 5 ] [ 16 ] |
| 第1回・2010年        | うさぎ                       | 短大・大学             | 東大阪大学（大阪府）           | 約40   | [ 5 ] [ 16 ] |
| 第1回・2010年        | うさぎ                       | 専門学校               | 日本菓子専門学校（東京都）     | 約40   | [ 5 ] [ 16 ] |
| 第2回・2011年8月23日 | 大阪を元気にする大福         | 高校・大学             | 園芸高等学校（大阪府）         |        | [ 17 ]       |
| 第2回・2011年8月23日 | 大阪を元気にする大福         | 専門学校               | 大阪調理製菓専門学校（大阪府） |        | [ 17 ]       |
| 第3回・2012年11月4日 | 巳                           | 相可高等学校（三重県） | 相可高等学校（三重県）         | 約30   | [ 7 ]        |
| 第4回・2013年8月20日 | 地産食材を使った夏のスイーツ | 相可高等学校（三重県） | 相可高等学校（三重県）         | 60     | [ 18 ]       |

| 開催回・年月日       | テーマ                   | グランプリ                     | その他の受賞 | その他の受賞                                                                   | 応募数 | 出典   |
| -------------------- | ------------------------ | ------------------------------ | ------------ | ------------------------------------------------------------------------------ | ------ | ------ |
| 第5回・2014年8月22日 | お米と豆を使った和菓子   | 相可高等学校（三重県）         | 金賞         | 大津高等学校（滋賀県）                                                         |        | [ 8 ]  |
| 第5回・2014年8月22日 | お米と豆を使った和菓子   | 相可高等学校（三重県）         | 銀賞         | 相可高等学校（三重県） 咲くやこの花高等学校（大阪府）                          |        | [ 8 ]  |
| 第5回・2014年8月22日 | お米と豆を使った和菓子   | 相可高等学校（三重県）         | 銅賞         | 飯塚高等学校（福岡県） 鹿児島城西高等学校（鹿児島県） 清水谷高等学校（大阪府） |        | [ 8 ]  |
| 第6回・2015年8月18日 | 日本のお土産             | 相可高等学校（三重県）         | 銀賞         | 関西大学第一高等学校（大阪府）                                                 |        | [ 19 ] |
| 第6回・2015年8月18日 | 日本のお土産             | 相可高等学校（三重県）         | 銅賞         | 飯塚高等学校（福岡県）                                                         |        | [ 19 ] |
| 第7回・2016年8月19日 | 笑顔                     | 越谷総合技術高等学校（埼玉県） | 銀賞         | 鹿児島城西高等学校（鹿児島県）                                                 | 50超   | [ 20 ] |
| 第7回・2016年8月19日 | 笑顔                     | 越谷総合技術高等学校（埼玉県） | 銅賞         | 瑞穂農芸高等学校（東京都）                                                     | 50超   | [ 20 ] |
| 第8回・2017年8月22日 | 食べておいしい健康和菓子 | 福知山淑徳高等学校（京都府）   | 不明         | 不明                                                                           | 78     | [ 4 ]  |

| 開催回・年月日         | テーマ                 | 優勝                           | 準優勝                                                    | 応募数 | 出典                        |
| ---------------------- | ---------------------- | ------------------------------ | --------------------------------------------------------- | ------ | --------------------------- |
| 第9回・2018年8月21日   | わが町自慢の創作和菓子 | おかやま山陽高等学校（岡山県） | 久慈東高等学校（岩手県） 宍道高等学校（島根県）           | 319    | [ 21 ]                      |
| 第10回・2019年8月20日  | 令和                   | 古川学園高等学校（宮城県）     | おかやま山陽高等学校（岡山県） 大阪緑涼高等学校（大阪府） | 250超  | [ 22 ]                      |
| 第11回・2020年10月21日 | 青春                   | 翠星高等学校（石川県）         | 大阪緑涼高等学校（大阪府） おかやま山陽高等学校（岡山県） |        | [ 23 ]                      |
| 第12回・2021年8月20日  | まめ                   | 神戸第一高等学校（兵庫県）     | おかやま山陽高等学校（岡山県） 山口農業高等学校（山口県） | 111    | [ 14 ] [ 24 ] [ 25 ] [ 13 ] |
| 第13回・2022年8月26日  | SDGs                   | 城南高等学校（岐阜県）         | 奈良女子高等学校（奈良県） おかやま山陽高等学校（岡山県） | 139    | [ 26 ] [ 27 ]               |
| 第14回・2023年8月26日  | 日本のお米             | 大阪緑涼高等学校（大阪府）     | 安房拓心高等学校（千葉県） おかやま山陽高等学校（岡山県） | 107    | [ 28 ] [ 29 ] [ 30 ]        |
| 第15回・2024年8月21日  | 日本の酪農             | 安房拓心高等学校（千葉県）     | 大阪緑涼高校（大阪府） 奈良女子高等学校（奈良県）         | 約100  | [ 31 ] [ 32 ]               |

### 統計
現在の開催方式が確定する以前の第8回までは最優秀のみ「優勝」に集計（括弧内の数字は第8回までの最優秀）。
| 高校名               | 都道府県 | 優勝  | 準優勝 | 備考 |
| -------------------- | -------- | ----- | ------ | ---- |
| 相可高等学校         | 三重県   | 4 (4) | 0      |      |
| おかやま山陽高等学校 | 岡山県   | 1 (0) | 5      |      |
| 大阪緑涼高等学校     | 大阪府   | 1 (0) | 3      |      |
| 安房拓心高等学校     | 千葉県   | 1 (0) | 1      |      |
| 古川学園高等学校     | 宮城県   | 1 (0) | 0      |      |
| 越谷総合技術高等学校 | 埼玉県   | 1 (1) | 0      |      |
| 翠星高等学校         | 石川県   | 1 (0) | 0      |      |
| 城南高等学校         | 岐阜県   | 1 (1) | 0      |      |
| 福知山淑徳高等学校   | 京都府   | 1 (1) | 0      |      |
| 園芸高等学校         | 大阪府   | 1 (1) | 0      |      |
| 東住吉高等学校       | 大阪府   | 1 (1) | 0      |      |
| 神戸第一高等学校     | 兵庫県   | 1 (0) | 0      |      |
| 奈良女子高等学校     | 奈良県   | 0 (0) | 2      |      |
| 久慈東高等学校       | 岩手県   | 0 (0) | 1      |      |
| 宍道高等学校         | 島根県   | 0 (0) | 1      |      |
| 山口農業高等学校     | 山口県   | 0 (0) | 1      |      |